# San Marcos (Belize)
San Marcos ist ein Ort im Toledo District in Belize, Mittelamerika. 2010 hatte der Ort 623 Einwohner.

## Geografie
Der Ort liegt zusammen mit Hamidli Creek Settlement südöstlich von Dump, etwas abseits des Southern Highway. In dem Gebiet entspringt der Jacinto Creek.
Südöstlich des Ortes erstreckt sich ein ausgedehntes Regenwald-Mangroven-Gebiet.

## Klima
Nach dem Köppen-Geiger-System zeichnet sich San Marcos durch ein tropisches Klima mit der Kurzbezeichnung Am aus.